# آش ترشی
آش ترشی یکی از غذاهای سنتی استان همدان است که معمولاً با بلغور، نخود، تره و برگ زردآلو، آلو و آلبالو پخته می‌شود.